# 2000 en combiné nordique
| Années du combiné nordique : 1997 - 1998 - 1999 - 2000 - 2001 - 2002 - 2003    |
| Décennies du combiné nordique : 1970 - 1980 - 1990 - 2000 - 2010 - 2020 - 2030 |

Cette page reprend les résultats de combiné nordique de l'année 2000.

## Coupe du monde
Le classement général de la Coupe du monde 2000 fut remporté par le Finlandais Samppa Lajunen ; c'était là sa deuxième victoire, après celle de 1997. Il s'impose devant le vainqueur sortant, le Norvégien Bjarte Engen Vik. Le Tchèque Ladislav Rygl, troisième l'année passée, est à nouveau troisième.
À noter que la toute première épreuve par équipes de l'histoire de la Coupe du monde a eu lieu le 16 mars à Santa Caterina (Italie). Elle fut remportée par l'équipe d'Autriche (Michael Gruber, Christoph Bieler et Felix Gottwald).

### Coupe de la Forêt-noire
La coupe de la Forêt-noire 2000 fut remportée par le Norvégien Bjarte Engen Vik pour la deuxième année consécutive.

### Festival de ski d'Holmenkollen
Le Gundersen de l'édition 2000 du festival de ski d'Holmenkollen fut remportée par le Norvégien Bjarte Engen Vik
devant deux Finlandais, Samppa Lajunen, deuxième, et Jaakko Tallus, troisième.
Le sprint fut l'occasion d'un triplé norvégien : la victoire revient à Bjarte Engen Vik devant ses compatruites Kenneth Braaten et Kristian Hammer.

### Jeux du ski de Lahti
L'épreuve de combiné des Jeux du ski de Lahti 2000, un sprint, fut remportée par le coureur finlandais Hannu Manninen. Le Norvégien Bjarte Engen Vik est deuxième devant son compatriote Kristian Hammer.

### Jeux du ski de Suède
L'épreuve de combiné des Jeux du ski de Suède 2000 ne fut pas organisée.

## Championnat du monde juniors
Le Championnat du monde juniors 2000 a eu lieu à Štrbské Pleso (Slovaquie).
Le Gundersen individuel a vu le Russe Alexeï Zvetkov remporter la victoire devant l'Allemand Marco Baacke. Le Français Kevin Arnould termine troisième.
Le sprint fut remporté par le Finlandais Petter Kukkonen. Il s'impose devant l'Allemand Marco Baacke tandis que l'Autrichien David Kreiner est troisième.

## Coupe du monde B
Le classement général de la Coupe du monde B 2000 fut remporté par le Français Frédéric Baud devant le Norvégien Sverre Rotevatn. Le Finlandais Antti Kuisma termine troisième.

## Grand Prix d'été
Le Grand Prix d'été 2000 a été remporté par le coureur autrichien Felix Gottwald. Il s'impose devant le Finlandais Samppa Lajunen et l'Allemand Georg Hettich.

## Coupe OPA
Le jeune Autrichien Bernhard Gruber remporte la coupe OPA 2000.